# هیچ‌کس احمق نیست (فیلم ۲۰۱۸)
هیچ کس احمق نیست (به انگلیسی: Nobody's Fool) یک فیلم سینمایی کمدی و عاشقانه آمریکایی محصول سال ۲۰۱۸ به نویسندگی و کارگردانی تایلر پری است. در این فیلم تیفانی هدیش، تیکا سومپتر، تیفانی هدیش، تیفانی هدیش، عمری هاردویک، مکاد بروکس، امبر رایلی، جان رودنیتسکی و ووپی گلدبرگ بازی می‌کنند. فیلم داستان یک زن را که اخیراً از زندان آزاد شده دنبال می‌کند که سعی دارد خواهرش را با مردی که ممکن است او را شکار کند کمک کند. این فیلم اولین کمدی تایلر پری با درجه R و همچنین اولین فیلم او است که توسط کمپانی لاینزگیت توزیع نمی‌شود.

## خلاصه داستان
دانیکا (با بازی تیکا سامپتر) کارمندی موفق در یک شرکت بازاریابی است و یک سال است که با مردی به نام "چارلی" (با بازی مهکاد بروکس) که به صورت آنلاین آشنا شده، در ارتباط است، اما هرگز او را از نزدیک ندیده است.
وقتی دانیکا برای برداشتن خواهرش تانیا (با بازی تیفانی هادیش)، که به‌تازگی از زندان آزاد شده، می‌رود، مادرشان، لولا (با بازی ووپی گلدبرگ)، از او می‌خواهد تانیا را در خانه‌اش نگه دارد. تانیا از آپارتمان شیک دانیکا شگفت‌زده می‌شود و متوجه می‌شود که نامزد سابق دانیکا، بیلی (با بازی آدریان کانراد)، او را به خاطر زن دیگری ترک کرده است. تانیا فکر می‌کند دانیکا قربانی "کلاه‌برداری عاشقانه" شده چون هرگز چارلی را از نزدیک ندیده است.
روز بعد، تانیا و دانیکا به کافی‌شاپ براون بین در نزدیکی محل کار دانیکا می‌روند. فرانک (با بازی اوماری هاردویک) که صاحب کافی‌شاپ است و عاشق دانیکا شده، اصرار می‌کند تانیا در مغازه‌اش کار کند. وقتی دانیکا شب برای برداشتن تانیا به کافی‌شاپ می‌رود، به اشتباه وارد جلسه‌ای از انجمن الکلی‌های گمنام می‌شود و متوجه می‌شود فرانک سابقاً معتاد به الکل بوده و به مدت هفت سال در زندان بوده است. تانیا از ایمیلی که فرانک به او داده، برای تماس با برنامه تلویزیونی Catfish استفاده می‌کند. دانیکا خبری دریافت می‌کند که چارلی حالا اینترنت وای‌فای دارد و قرار است با او تماس ویدیویی برقرار کند. تیم برنامه Catfish بدون اطلاع دانیکا به خانه‌اش می‌آیند.
بعد از اینکه تانیا متوجه می‌شود "چارلی" در واقع مردی به نام لارنس (با بازی کریس راک) است، دانیکا حرف‌های ناخوشایندی به تانیا می‌گوید که باعث ناراحتی او شده و تانیا تصمیم می‌گیرد به خانه مادرشان برود. دانیکا خسته و بدون آمادگی به محل کار می‌رود و نمی‌تواند پروژه‌اش را ارائه دهد و تعلیق می‌شود.
تانیا، دانیکا و دوستش کالی (با بازی امبر رایلی) لارنس را که مردی با مدل موی جری کرل است و از ویلچر استفاده می‌کند، پیدا می‌کنند، اما متوجه می‌شوند که او ناتوانی‌اش را جعل کرده است. تانیا به تلافی دروغ گفتن به دانیکا، موی او را آتش می‌زند.
روز بعد، فرانک برای دلجویی به دیدن دانیکا می‌آید. آن‌ها درباره روابط گذشته‌شان صحبت می‌کنند و در نهایت با هم رابطه برقرار می‌کنند. اما دانیکا که از این اتفاق احساس سردرگمی می‌کند، با کالی تماس می‌گیرد و می‌گوید با فرانک خوابیده است اما به دلیل گذشته جنایی‌اش او را جذاب نمی‌داند، در حالی که فرانک هنوز در آپارتمانش است. دانیکا که احساس گناه می‌کند، متوجه می‌شود واقعاً فرانک را دوست دارد و می‌خواهد به او فرصت دوباره بدهد. او در کافی‌شاپ از فرانک عذرخواهی می‌کند و دوباره با هم رابطه برقرار می‌کنند. سپس شروع به قرار گذاشتن می‌کنند.
سه ماه بعد، دانیکا و کالی می‌فهمند که چارلی واقعاً وجود دارد و حساب کاربری‌اش توسط لارنس، مربی سابق او در دانشگاه، هک شده است. چارلی به دفتر دانیکا می‌آید. فرانک، دانیکا را می‌بیند که همراه چارلی از محل کارش بیرون می‌رود و با او به هم می‌زند. دانیکا در یک قرار بد با چارلی متوجه می‌شود که او مناسبش نیست و برای بازگرداندن فرانک تلاش می‌کند. فرانک ابتدا اجازه ورود به دانیکا نمی‌دهد، اما وقتی دانیکا زیر باران ترانه On Bended Knee را که فرانک گفته بود خودش قبلاً خوانده، اجرا می‌کند، سرانجام آشتی می‌کنند و دوباره زوج می‌شوند.
در پایان، تانیا برای تفریح، مراسم عروسی بیلی را خراب می‌کند تا از او بابت آسیب زدن به خواهرش انتقام بگیرد.

## تولید
در مارس ۲۰۱۸، اعلام شد که تیفانی هدیش، تیکا سومپتر تیفانی هدیش و تیفانی هدیش عمری هاردویک برای بازی در این فیلم انتخاب شده‌اند. در همان ماه، ووپی گلدبرگ، امبر رایلی و میسی پایل نیز به جمع بازیگران پیوستند.
فیلمبرداری اصلی در آوریل ۲۰۱۸، در آتلانتا آغاز شد.
این فیلم در تاریخ ۲ نوامبر ۲۰۱۸ توسط کمپانی پارامونت پیکچرز در ایالات متحده اکران شد.